# Movin' On (chanson)
Pour les articles homonymes, voir Movin' On.
Singles de dream
Heart on Wave / Breakin' Out
(2000)
Movin' On (écrit : Movin' on) est le premier single du groupe féminin de J-pop dream, sorti le 1er janvier 2000 au Japon sous le label avex trax, produit par Max Matsura. Il atteint la 15e place du classement Oricon, et reste classé pendant sept semaines, pour un total de 100 910 exemplaires vendus durant cette période.
Le maxi-single contient en fait huit titres : deux chansons originales et leurs versions instrumentales, ainsi que trois versions remixées de la chanson-titre et une de la chanson en "face B", Access to Love.
Les deux titres originaux figureront sur le premier album du groupe, Dear..., qui sort un an plus tard. Ils ont été utilisés comme thèmes musicaux pour l'émission de la chaine TV Tokyo Sukiyaki!! London Boots Daisakusen et pour des publicités pour les marques McDonald's et NTT DoCoMo.

## Membres
- Mai Matsumoro
- Kana Tachibana
- Yū Hasebe

## Liste des titres
1. Movin' on (Keep on Mix) (remixé par Atsumi Naoki)
2. Movin' on (Original Mix) (mixé par Dave Ford)
3. access to love (Original Mix) (mixé par Dave Ford)
4. Movin' on (Dub's Not Illegal Mix) (remixé par Izumi "D・M・X" Miyazaki)
5. Movin' on (D-Z CRYSTAL OXYGEN Mix) (remixé par D-Z)
6. access to love (Y&Co. TASTE Mix) (remixé par Y&Co.)
7. Movin' on (Instrumental)
8. access to love (Instrumental)